# Tour Anfibio
«Tour Pies Descalzos» (укр. «Тур босоніж») — другий концертний тур колумбійської співачки Шакіри, який пройшов у 2000 році. Тур розпочався 21 березня в Лімі (Перу), а закінчився 13 травня в Буенос-Айресі (Аргентина).
Список пісень для туру складався з композицій альбомів «Pies Descalzos» і ¿Dónde Están los Ladrones?

## Список композицій

### Південна та Північна Америки
1. «Intro» & «¿Dónde estás corazón?»
2. «Si te vas»
3. «Inevitable»
4. «¿Dónde están los ladrones?»
5. «Antología»
6. «Ojos Así»
7. «Octavo Día»
8. «Moscas en la casa»
9. «Ciega, sordomuda»
10. «Tú»
11. «Alfonsina y el mar» (Mercedes Sosa cover)

1. «Pies descalzos, sueños blancos»
2. «Estoy Aquí»
3. «Sombra De Ti»
4. «No Creo»

### Аргентина
1. «Intro & ¿Dónde estás corazón?»
2. «si te vas»
3. «¿Dónde están los ladrones?»
4. «Inevitable»
5. «Antología»
6. «Moscas en la casa»
7. «Ciega, Sordomuda»
8. «Tú»
9. «Estoy Aquí»
10. «Alfonsina y el mar»
11. «Pies descalzos, sueños blancos»
12. «Octavo Día»
13. «Ojos Así»
14. «Sombra De Ti»
15. «No Creo»

## Дати концертів
| Дата             | Місто         | Країна                   | Місце проведення                  |
| ---------------- | ------------- | ------------------------ | --------------------------------- |
| Південна Америка |               |                          |                                   |
| 21 березня 2000  | Ліма          | Перу                     | Hipódromo de Monterrico           |
| 24 березня 2000  | Монтевідео    | Уругвай                  | Velódromo Municipal de Montevideo |
| 25 березня 2000  | Буенос-Айрес  | Аргентина                | Luna Park                         |
| 26 березня 2000  | Буенос-Айрес  | Аргентина                | Luna Park                         |
| 27 березня 2000  | Буенос-Айрес  | Аргентина                | Luna Park                         |
| 29 березня 2000  | Сантьяго      | Чилі                     | Estadio Nacional                  |
| 1 квітня 2000    | Каракас       | Венесуела                | Poliedro de Caracas               |
| 2 квітня 2000    | Валенсія      | Венесуела                | Forum de Valencia                 |
| 4 квітня 2000    | Маракайбо     | Венесуела                | Palacio de Eventos de Venezuela   |
| 6 квітня 2000    | Богота        | Колумбія                 | Estadio El Campín                 |
| Північна Америка |               |                          |                                   |
| 8 квітня 2000    | Сан-Хуан      | Пуерто-Рико              | Hiram Bithorn Stadium             |
| 11 квітня 2000   | Мехіко        | Мексика                  | National Auditorium               |
| 12 квітня 2000   | Мехіко        | Мексика                  | National Auditorium               |
| 16 квітня 2000   | Гватемала     | Гватемала                | Estadio del Ejército              |
| 18 квітня 2000   | Сан-Дієго     | США                      | San Diego Sports Arena            |
| 19 квітня 2000   | Анагайм       | США                      | Arrowhead Pond of Anaheim         |
| 21 квітня 2000   | Маямі         | США                      | Miami Arena                       |
| 5 травня 2000    | Санто-Домінго | Домініканська Республіка |                                   |
| 8 травня 2000    | Панама        | Панама                   | Hipódromo Presidente Remón        |
| Південна Америка |               |                          |                                   |
| 12 травня 2000   | Буенос-Айрес  | Аргентина                | Campo Argentino de Polo           |